# Kooperativa förbundets bokförlag
Kooperativa förbundets bokförlag var ett bokförlag i Stockholm inom Kooperativa förbundet, verksamt 1926–1958.
En föregångare till Kooperativa förbundets bokförlag bildades 1922 då Kooperativa förbundets samhällsekonomiska bibliotek började ge ut skrifter i politiska och sociala ämnen. Förlagsrörelsen kom med tiden att omfatta utrikespolitik, pedagogik, psykologi, barnböcker, skönlitteratur med mera. Kooperativa förbundets bokförlag arbetade i nära kontakt med flera institutioner såsom Arbetarnas kulturhistoriska sällskap, Utrikespolitiska institutet med flera. Chefer för förlaget var från 1948 Herman Stolpe och Verner Pehrzon. 
1958 fusionerades bokförlaget med Rabén & Sjögren